# Горбунова
Горбуно́ва (рос. Горбунова) — присілок у складі Голишмановського міського округу Тюменської області, Росія.
Населення — 135 осіб (2010, 137 у 2002).
Національний склад станом на 2002 рік:
- росіяни — 90 %